# Emil Artur Longen

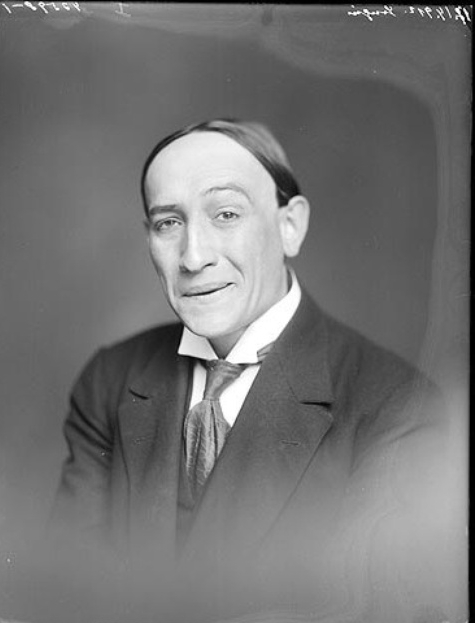
Emil Artur Longen (1912)

Emil Artur Longen, eigentlich Emil Artur Pittermann, in Tschechien oft auch E. A. Pitterman, (* 29. Juli 1885 in Pardubitz, Böhmen, Österreich-Ungarn; † 9. Oktober 1936 in Beneschau, Tschechoslowakei) war ein tschechischer Regisseur, Drehbuchautor, Dramaturg, Schriftsteller, Maler und Schauspieler.

## Leben
Emil Artur Longen besuchte das Gymnasium in Beneschau, schloss sich mit fünfzehn Jahren einem Wandertheater an und verließ mit sechzehn endgültig sein Elternhaus. Später studierte Longen Malerei an der Akademie der bildenden Künste in Prag, aus der er 1908 wegen Ungehorsams ausgeschlossen wurde.
1906 trat er gemeinsam mit Eduard Bass im ersten Prager Kabarett auf. 1907 beteiligte er sich gemeinsam mit Otakar Kubín, Emil Filla und Bohumil Kubišta an der Gründung und der ersten öffentlichen Ausstellung der Malergruppe Osma.
Im Jahr 1910 heiratete er die Schauspielerin Polyxena Marková (1891–1928).
Seit 1910 trat er mit seinem Kabarettprogramm auf den Bühnen der Theater Lucerna, Montmartre, Červená sedma und Rokoko auf, machte sich aber auch einen Namen in Paris und Berlin. 1913 gründete er ein eigenes Wanderkabarett, in dem er mit seiner Frau und einem befreundeten Ehepaar auftrat. Nach finanziellem Misserfolg fuhr er nach Berlin und Triest und trat auf den dortigen Bühnen erfolgreich auf.
1918 arbeitete Longen im Nationaltheater in Slowenien unter anderem als Regisseur. Nach seiner Rückkehr nach Prag ging er zurück zu Červená sedma (Rote Sieben) unter der Leitung von Eduard Bass. 1920 gründete er in Prag das Kabarett BUM, in dem berühmte Prager Komiker wie Ferenc Futurista, Vlasta Burian, Eman Fiala, Saša Rašilov, Josef Rovenský und Karel Noll auftraten. Sein zweites Standbein wurde die Revoluční scéna (Revolutionäre Bühne), in der er das erste Mal den braven Soldaten Schwejk seines Freundes Jaroslav Hašek auf der Bühne aufführte.
1922 scheiterten beide Projekte. Longen fuhr nach Deutschland und wurde Direktor der Wilden Bühne in Berlin, wechselte dann nach Brünn und kurz darauf in das Prager Rokoko. Hier begann eine jahrelange fruchtbare Zusammenarbeit mit Vlasta Burian, die bis 1934 andauerte. Nachdem die ersten Tonfilme entstanden, trat er 1931 als Hauptdarsteller im Spionagedrama Aféra plukovníka Redla auf. In den 1930er Jahren entstanden Komödien mit Vlasta Burian, geschrieben von Longen. Daneben gab er Memoiren über seine Frau heraus und schrieb für diverse Zeitschriften und Feuilletons Artikel aus dem Theaterleben.
Longen war bekannt für seine wildes und freies Leben.

## Osma
Im Frühjahr 1907 wurde von Emil Fila die expressionistische Künstlergruppe, die sich Osma (Die Acht) nannte, gegründet. Diese Gruppe bestand aus den acht jungen tschechischen und deutsch-böhmischen Künstlern: Emil Filla, Friedrich Feigl, Max Horb, Otakar Kubín, Bohumil Kubišta, Willi Nowak, Emil Artur Pittermann und Antonín Procházka (Vincenc Beneš, Linka Scheithauerová-Procházková und Václav Špála schlossen sich später an) und orientierte sich an der Expressivität Edvard Munchs, fand aber in Prag wenig Zustimmung, da sie nicht mit dem traditionell vorhandenen Realismus zu vereinen schien. So führten schwierige Existenzverhältnisse dazu, dass sich die Gruppe relativ bald auflöste. Einige der Künstler fanden sich dann etwa ab dem Jahr 1911 in einer neuen Künstlergruppe wieder, die sich Tvrdošíjní nannte und bereits mehr am Kubismus orientiert war.

## Werke
- Lepší lidé, 1920
- Moje - tvoje, 1920
- Propast, 1920
- V přítmí svatyně, 1920
- Vytrvalec, 1920
- Veřejné mínění, 1921
- Už to prasklo?!, 1921
- Herna v lázních, 1921
- Z Karlína do Bratislavy parníkem Lanna 8 za 365 dní, 1921
- Není 4 jako 4, 1921
- Prolog neb Monolog člověka, který před 24 hodinami zemřel, 1921
- Ďáblovo odhalení, 1922
- Likvidace, 1922
- Va banque!, 1922
- Globus, 1922
- Jejich miláček, 1922
- Klaunovo srdce, 1922
- Mum pavilón, 1922
- Telefon 777-II, 1922
- Nos, 1922
- Po amerikánsku, 1922
- Metoda prof. dra Grenolda, 1922
- Pod světlem, 1922
- Hloupý Honza v Pincgavské republice, 1923
- Řekne se semenec..., 1923
- Už mou milou..., 1923
- Král zlodějů, 1924
- Umělá láska, 1924
- Dezertér z Volšan, 1925
- František Ferdinand d'Este: Konopišťské růže, 1925
- Hráč, 1925
- Kasta pro sebe, 1925
- Korunní princ Rudolf, 1925
- Neviditelný Vlasta Burian, 1925
- Štědrý večer, 1925
- Z Pankráce je cesta dlouhá, 1926
- Za 5 minut 12, 1926
- Cenzurní zákaz, 1926
- Jménem veličenstva!, 1926
- Ministr a jeho dítě, 1926
- Metody slečny doktora, 1926
- My chlebem - ona kamenem!, 1926
- Někdy kriminál nad svobodu, 1926
- Doleva, 1926
- Tenoristovy lásky, 1926
- Longenovy hry, 1926 (4 díly)
- Vazba lupiče Kleciána, 1927
- Osud trůnu habsburského, 1927
- Král komiků, 1927
- Morituri, 1927
- Krevní zkouška, 1927
- Stavědlo S. Z., 1927
- Světové panoptikum, 1927
- 30 HP a smůla, 1927
- Princ Schanzenberk u pumpy, 1928
- Hajný v lese usnul, 1928
- Jaroslav Hašek, 1928
- Sen rakouského vysloužilce, 1929
- Herečka, 1929
- C. k. polní maršálek, 1929
- Delikátní příležitost, 1931
- Pan plukovník řádí..., 1931
- Tygr velkoměstské džungle, 1931
- Miláček pluku, 1931
- Útěk s milióny, 1932
- Alžběta, císařovna rakouská, 1933
- Vicecísařovna Katynka, 1933
- Různí advokáti obhajují před soudem téhož klienta, který je obviněn z mnohoženství, 1933
- Skalní ševci, 1933
- Pokoj za větrem, 1933
- Jeho Excelence ministr, 1933
- Klubová primadona: Hip hip hurá..., 1933
- Kancléř Moses, 1934
- Voják a kostelník, 1935
- Štědrý den v lapáku, 1937
- Děkuji, bylo to krásné/Jedna paní povídala..., 1939
- C. k. polní maršálek a jiné hry, 1961
- Třikrát Emil Artur Longen, jednou Vlasta Burian 1977

## Filmografie

### Buchvorlagen
- Rudi sportsman (1911)
- Rudi se žení (1911)
- Rudi na záletech (1911)
- Rudi na křtinách (1911)
- C. a k. polní maršálek (1930) ... divadelní hra C. a k. polní maršálek 1919-1910??:
- Poslední bohém (1931)
- Miláček pluku (1931)
- Skalní ševci (1931)
- Pobočník Jeho Výsosti (1931) ... divadelní hra
- Anton Špelec, ostrostřelec (1932) ... divadelní hra Už mne vezou
- Hrdinný kapitán Korkorán (1934)
- Pokušení paní Antonie (1934)
- Nezlobte dědečka (1934) ... divadelní hra
- Jedna z milionu (1935)
- Studentská máma (1935)
- Naše jedenáctka (1936)

### Drehbuch
- Studentská máma (1935)
- Jedenácté přikázání (1935)
- První políbení (1935)
- Jedna z milionu (1935)
- Nezlobte dědečka (1934)
- Matka Kráčmerka (1934)
- Pokušení paní Antonie (1934)
- Zlatá Kateřina (1934)
- Jsem děvče s čertem v těle (1933)
- Skalní ševci (1931)
- Miláček pluku (1931)
- Poslední bohém (1931)

### Regie und Darsteller
- 1911: Rudi sportsman (auch Darsteller)
- 1911: Rudi se žení (auch Darsteller)
- 1911: Rudi na záletech (auch Darsteller)
- 1911: Rudi na křtinách (auch Darsteller)
- 1921: Otrávené světlo (nur Darsteller)
- 1931: Skalní ševci
- 1931: Miláček pluku
- 1931: Třetí rota (1931) (nur Darsteller)
- 1931: Aféra plukovníka Rédla (nur Darsteller)

## Kunstwerke
- 1914, Pula / Schiffe vor der Küste Kroatiens, Öl auf Karton, 49,5 × 66 cm
- 1914, Panorama von Prag, Öl auf Karton, 65 × 80 cm
- 1915, Namestí, Mischtechnik, 48 × 56 cm
- 1916, Panorama von Prag, Öl auf Karton, 65 × 81,5 cm
- 1916, Rue dorée, Öl auf Leinwand, 68,5 × 85 cm
- 1916, St Nikolauskirche in Prag, Öl auf Leinwand, 80 × 62 cm
- 1917, Landschaft, Öl auf Karton, 51 × 72 cm
- 1918, Flaneure im Parc, Öl auf Karton, 68,5 × 89,5 cm
- 1919, Landschaft um Marseille, Öl auf Karton, 69,5 × 98,5 cm
- 1924, Stillleben mit Tasse und Früchten, Öl auf Leinwand, 55 × 71 cm
- 1926, Stillleben mit Kerzenleuchter und Früchten, Öl auf Leinwand, 40,5 × 47 cm
- 1926, Stillleben mit Blumen, Orangen und Tasse, Öl auf Leinwand, 45 × 47 cm
- 1927, Zimmer Smi, Öl auf Leinwand, 58 × 69 cm
- 1932, Landschaft, Öl auf Leinwand, 51 × 36 cm
- 1933, Stadtansicht, Öl auf Leinwand, 42 × 52 cm
- 1933, Fruehlingsallee, Öl auf Leinwand, 54 × 65 cm
- 1933, Weg in Sommerlandschaft, Öl auf Karton, 65,5 × 71,5 cm
- 1935, Landschaft mit Pinien, Öl auf Leinwand, 42 × 52 cm
- 1935, Landschaft, Öl auf Leinwand, 49 × 58 cm
- 1935, Repose, Öl auf Leinwand, 80 × 100 cm
- 19xx, Landschaft, Öl auf Leinwand, 35 × 40 cm
- 19xx, Meeresbucht, Öl auf Karton, 50 × 70 cm
- 19xx, Vysehradsky pristav, Öl auf Leinwand, 59 × 60 cm
- 19xx, Treiben in der Altstadt, Öl auf Karton, 69 × 89 cm
- 19xx, Tschechischer Impressionist, Öl auf Karton, 69 × 89 cm
- 19xx, Treiben in der Altstadt, Öl auf Karton, 69 × 89 cm
- 19xx, Pilzsammler, Öl auf Leinwand, 96 × 65 cm

### Gemälde

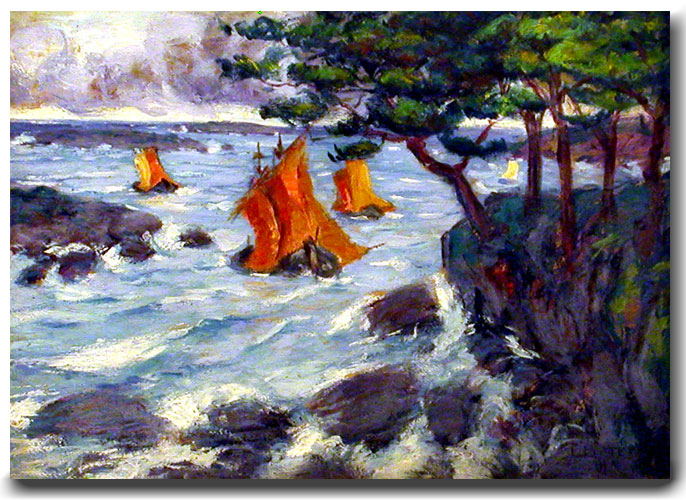
Schiffe vor Pula, 1914
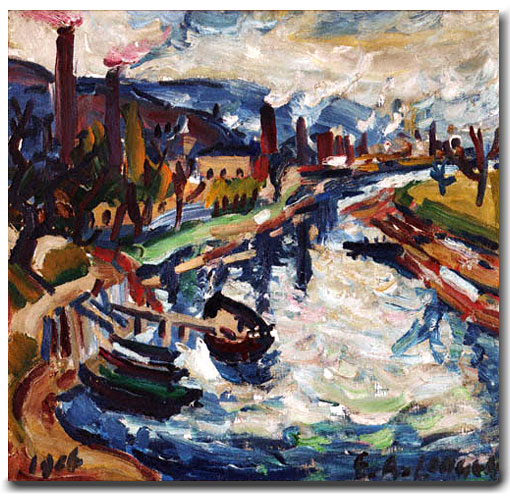
Fabrik am Ufer, 1926
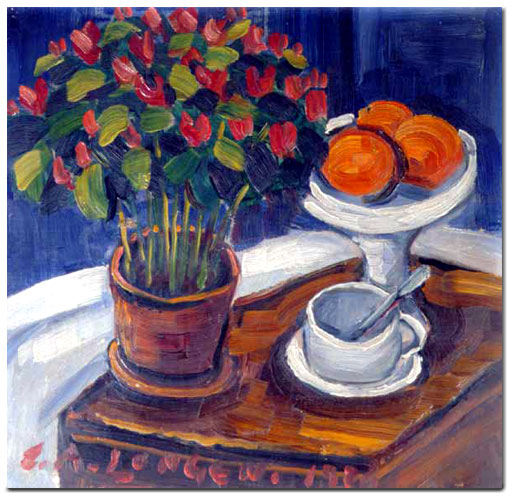
Stillleben, 1926
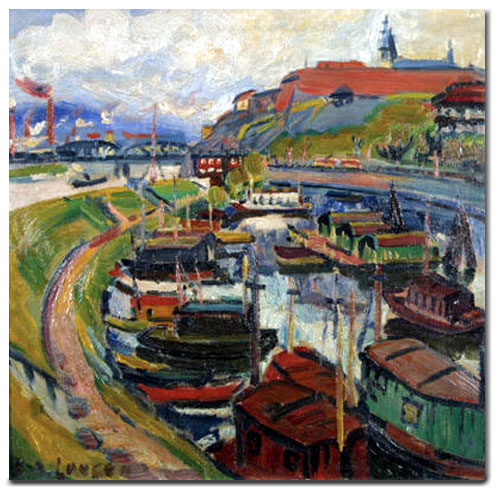
Hafen in Prag, 19xx
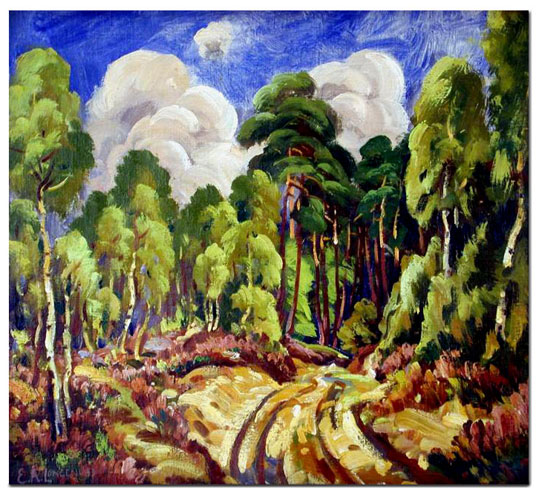
Weg im Sommerwald bei Prag, 1933
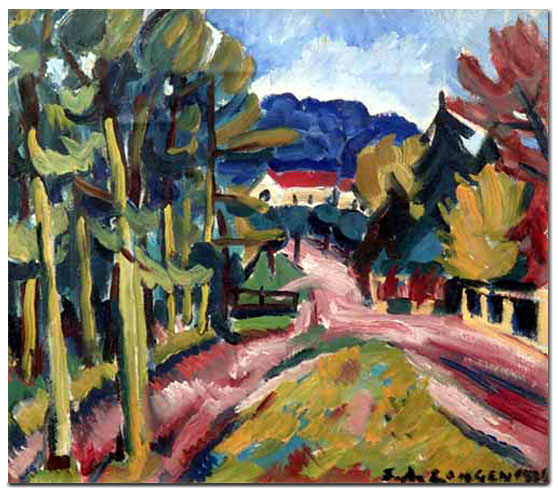
Wegzweigung, 1936